# متدرجة الجسم

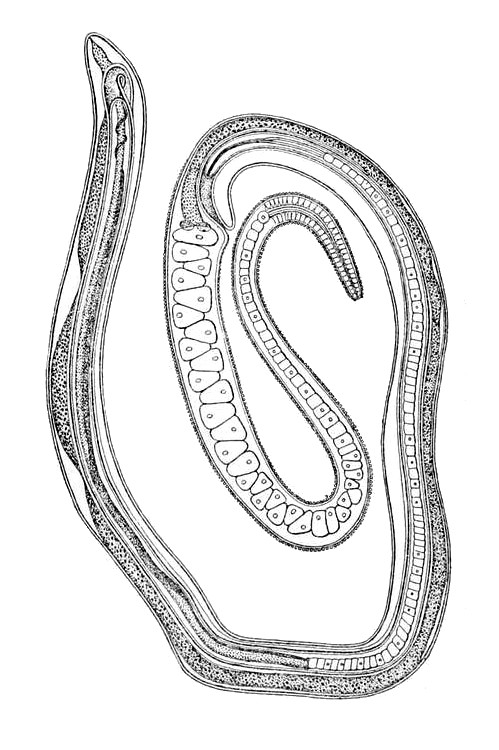
تتكون مُتدرجة الجسم من خلايا واضحة جدًا في الشعرائية التامة الذنب

متدرجة الجسم أو ذات الجسم الصَّفي (بالإنجليزية: Stichosome)‏ هو عضو مُتعدد الخلايا (الحُجيرات) ويكون بارزًا جدًا في بعض مراحل حياة الديدان الأسطوانية، ويتكون من سلسلةٍ طولية من الخلايا الغدية الوحيدة (متدرجة خلوية) مُرتبةً في صفٍ على طول المريء، حيثُ تشكلُ الغدد المريئية الخلفية، والتي تفتحُ في تجويف المريء ويعملُ كغدةٍ إفرازية وعضوٍ للتخزين.